# Feiping Chang
Feiping Chang (chino tradicional: 張翡玶; chino simplificado: 张翡玶; pinyin: Zhāng Fěipíng) es una socialité, bloguera e influencer de la moda nacida en Taiwán y afincada en Hong Kong.

## Juventud
Feiping Chang nació en Taipéi y creció en Sídney y Singapur antes de establecerse en Hong Kong. Se graduó en la Stern School of Business de la Universidad de Nueva York.

## Carrera
Chang trabajó en finanzas y banca en Hong Kong antes de lanzar su blog de estilo de vida, xoxoFei.com. Ha adquirido notoriedad por su estilo de vida como socialité en Hong Kong.

## Vida personal
En 2014, Chang conoció al financiero Lincoln Li a través de un amigo común, Ivan Pun, mientras estaban en Myanmar. Dos años después, Li le propuso matrimonio a Chang en el Huka Lodge de Taupo. La pareja se casó legalmente en abril de 2017, pero celebró sus festejos nupciales en junio de ese mismo año. Los festejos de su boda duraron tres días, empezando por una cena en Capri el 15 de junio. El 17 de junio, la pareja se casó en Villa Lysis. El gobierno italiano nunca había permitido que se celebrara una boda en Villa Lysis, lo que convirtió a Chang y Li en las dos primeras personas en casarse allí. El gobierno aceptó la ceremonia en Villa Lysis después de que Chang y Li se ofrecieran a reformarla antes de la ceremonia.